# In dubio pro reo
In dubio pro reo (hrvatski u dvojbi za optuženog) pored pretpostavke nevinosti jedno je od temeljnih načela kaznenog prava: u slučaju sumnje treba presuditi u korist okrivljenog.
Kada sud u pogledu pitanja da li određena činjenica koja ide na štetu okrivljenom postoji ili ne, se nađe u sumnji mora uzeti da ona nije dokazana, i dodatno u slučaju sumnje u pogledu činjenica koje okrivljenom idu u korist, a ne mogu se s izvjesnošću utvrditi, mora se uzeti da su utvrđene. Ovim pravilom se uzima kao dokazano ono što nije dokazano.
Ako nakon provedenog kaznenog postupka ostane u sumnji u pogledu kaznene odgovornosti optuženog, sud mora donijeti oslobađajuću presudu.